# Bayugan
Bayugan ist eine philippinische Stadt in der Provinz Agusan del Sur. 
Bayugan ist ein Verkehrsknoten für den Ostteil der Insel Mindanao. Auf dem Gebiet der Stadt liegt der Naturpark Andanan Watershed Forest Reserve. 

## Baranggays
Bayugan ist politisch unterteilt in 43 Baranggays.
| - Calaitan - Charito - Fili - Hamogaway - Katipunan - Mabuhay - Marcelina - Maygatasan - Noli - Osmeña - Panaytay - Poblacion - Mangga Chupoy - Sagmone - Saguma - Salvacion | - San Isidro - Santa Irene - Taglatawan - Verdu - Del Carmen - Berseba - Bucac - Cagbas - Canayugan - Claro Cortez - Gamao - Getsemane - Grace Estate - Magkiangkang | - Mahayag - Montivesta - Mt. Ararat - Mt. Carmel - Mt. Olive - New Salem - Pinagalaan - San Agustin - San Juan - Santa Teresita - Santo Niño - Taglibas - Tagubay - Villa |

## Erhebung zur Stadt
Mit der Unterzeichnung des Republic Act No. 9405 am 23. März 2007 durch die philippinische Präsidentin Arroyo und der Annahme des Republic Act No. 9405 in einem Referendum durch die Bevölkerung von Bayugan am 22. Juni 2007, wurde Bayugan zur Stadt erhoben. In dem Referendum stimmten 13.907 Wähler für die Erhebung zur Stadt und 108 dagegen. Bayugan ist die erste  Stadt der Provinz Agusan del Sur. Die Stadt trägt die offizielle Bezeichnung City of Bayugan.